# Mercator-Flandernkarte von 1540

Die Karte Flanderns von 1540

Die Mercator-Flandernkarte von 1540 (Titel Vlaenderen. Exactissima Flandriae Descriptio) ist eine der frühen Wandkarten des Kartografen Gerhard Mercator. Die Karte hatte großen Einfluss auf die Entwicklung der flämischen Kartografie des 16. Jahrhunderts. Die Darstellung der Grafschaft Flandern enthält mehrere Nordseeinseln, die in den folgenden Jahrzehnten durch Sturmfluten untergingen.

## Geschichte
Die Geschichte der Flandern-Karte Mercators ist eng mit der Ereignisgeschichte Flanderns verbunden. Die Region zwischen Maas, Rhein und Schelde wurde im 16. Jahrhundert Teil des habsburgischen Spaniens. Die Habsburger setzten daraufhin Verwandte oder treue Hochadelige als Statthalter ein. Unter der Herrschaft Marias von Ungarn und Böhmen erlebte Flandern zwar einen wirtschaftlichen Aufschwung, zugleich kam es aber auch zu Aufständen unter der Bevölkerung.
Als Zeichen der Eigenständigkeit entstand im Jahr 1538 eine von Pieter van der Beke entworfene Wandkarte, die das Gebiet abbildet. Als die Aufstände niedergeschlagen waren, plante der Kaiser Karl V. in seine Geburtsstadt Gent in Flandern zu reisen. Die flandrischen Kaufleute wollten den alten und neuen Herren ihren Respekt bezeugen und beauftragten daraufhin den jungen Kartografen Gerhard Mercator mit der Zeichnung einer weiteren Flandernkarte, die Karl gewidmet sein sollte.
Wahrscheinlich erhielt Mercator den Auftrag für die Karte kurz nach dem 30. Oktober 1539. Am 14. Februar 1540 wurde Karl V. in Gent erwartet. Da eine Neukonzeption in den wenigen Monaten unmöglich erschien, griff Mercator auf bereits existierende Vorlagen zurück. Neben der Karte des Pieter van der Beke waren dies die Manuskriptkarten des Landvermessers Jacob van Deventer. Anders als auf den lateinischen Vorlagen verwendete Mercator die ortsüblichen Bezeichnungen auf Niederländisch bzw. Französisch für die Beschriftung der Karte.
Die Flandernkarte wurde nicht über einen Verleger vertrieben, sondern war bei verschiedenen Großhändlern zu erwerben, deren Namen auf der Karte jedoch nicht ersichtlich sind. Eventuell handelte es sich bei den vermerkten Adressen „Antwerpen, im roten Haus“, „Gent, in der Gegend von Sankt Pharahildus“ und „Löwen, unter der goldenen Sonne“ um die Sitze der Auftraggeber hinter dem Kartenwerk. Trotz der unüblichen Verbreitungswege wurde die Karte ein großer Erfolg. Vor allem für reisende Händler war die Karte eine Erleichterung.
In der Folgezeit wurde Mercators Flandernkarte immer wieder adaptiert und nachgedruckt. Die erste bekannte Kopie entstand im Jahr 1559 bei Michele Tramezzino in Venedig. Sie beruht wahrscheinlich auf einer Vorlage des flämischen Kupferstechers Jacobus Bussius. Daneben fand sie über das Atlas-Werk des Mercator-Freundes Abraham Ortelius weitere Verwendung. Sie fand sich in dessen Theatrum Orbis Terrarum in verkleinerter Form. Daneben nutzte auch Mercator die Karte als Vorlage für seine Belgienkarten von 1585.

## Beschreibung

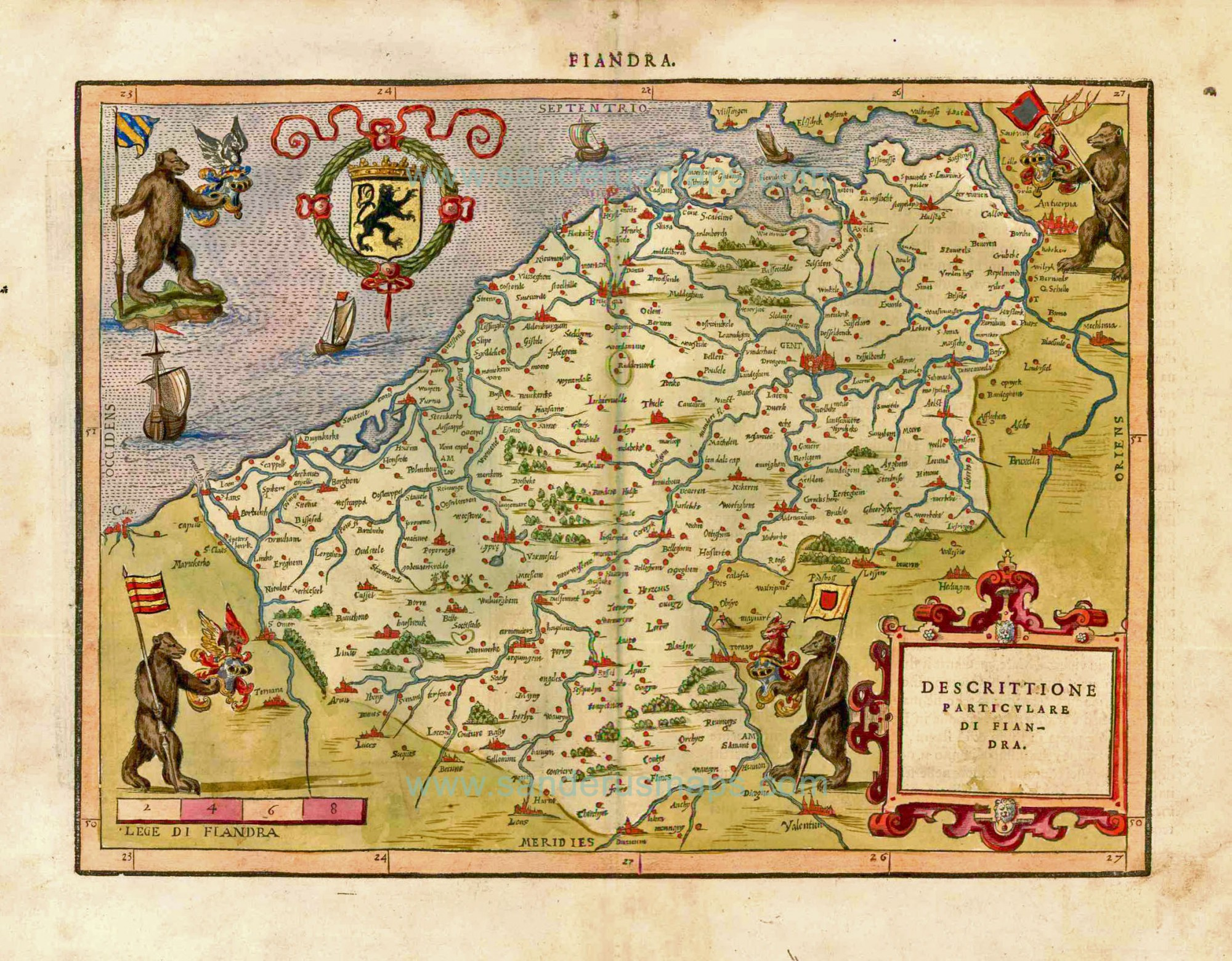
1567 erschien in Antwerpen eine Flandern-Karte von Lodovico Guicciardini. Die Bären weisen auf die Vorlage bei Mercator hin

Die Karte von Flandern weist eine Gesamtgröße von 123 × 96 Zentimetern auf. Sie besteht aus neun zusammengeklebten Einzelblättern und zeigt Flandern im Maßstab von ca. 1:172.000. Die Karte ist genordet. Durch die von Mercator geübte Kursivschrift, über die wenige Monate nach der Karte mit dem Literarum latinarum ein theoretischer Text erschien, gelang es ihm, über 1000 Ortsbezeichnungen auf dem Werk unterzubringen. Der Karte fehlt ein Gradnetz, wie es bei späteren Werken Mercators üblich wurde.
Auf dem Antwerpener Exemplar der Karte fehlt der im unteren rechten Eck angebrachte Text. Eine auf der linken Seite vermerkte Widmung an Kaiser Karl V. wurde mitgedruckt. Sie lautet: „Carolo Romanoru[m] Imperatori semper augusto Gerardus Mercator Rupelmundanus devotissimi dedicabat“ (lat. Dem für alle Zeiten majestätischen Römischen Kaiser von Gerhard Mercator aus Rupelmonde untertänigst gewidmet).
Die Zierelemente auf der Karte übernahm Mercator von Pieter van der Beke und seiner Karte von 1538. Hierauf weisen vor allem die vier Bären in jeder der Kartenecke hin. Sie symbolisieren die ältesten Adelsgeschlechter Flanderns und wurden mit den Wappen und Helmen der Familien Gysoing (Cysoyn), Heyne, Pamele und Boulare ausgestattet. Der linke und rechte Seitenrand wird von den 26 Wappen der vier Regionen Flanderns sowie der Flaggen von 54 Gebieten eingenommen. Oben und unten sind die Namen der Grafen von Flandern bis Karl V. zu finden.
Die Karte bildet mit ihren in der Landessprache vermerkten Ortsnamen eine bedeutende kulturgeschichtliche Quelle und wird für die Erforschung von Sprachgrenzen und Sprachwandel herangezogen. Geografiehistorisch besonders bemerkenswert sind die auf der Karte vermerkten Nordseeinseln auf der linken oberen Seite. Viele der hier nachgewiesenen Orte gingen in den Sturmfluten von 1570 und 1584 unter.

## Exemplare
Von der Flandernkarte von 1540 hat sich lediglich noch ein Exemplar erhalten (Stand: 2022). Es wurde am 17. März 1877 vom Kurator Max Rooses für das Plantin-Moretus-Museum in Antwerpen erworben. Es handelt sich um einen Probedruck, auf dem auch noch kein Veröffentlichungsdatum angegeben wurde. Wahrscheinlich entstand das Werk im Frühjahr 1540.